# Правый терроризм

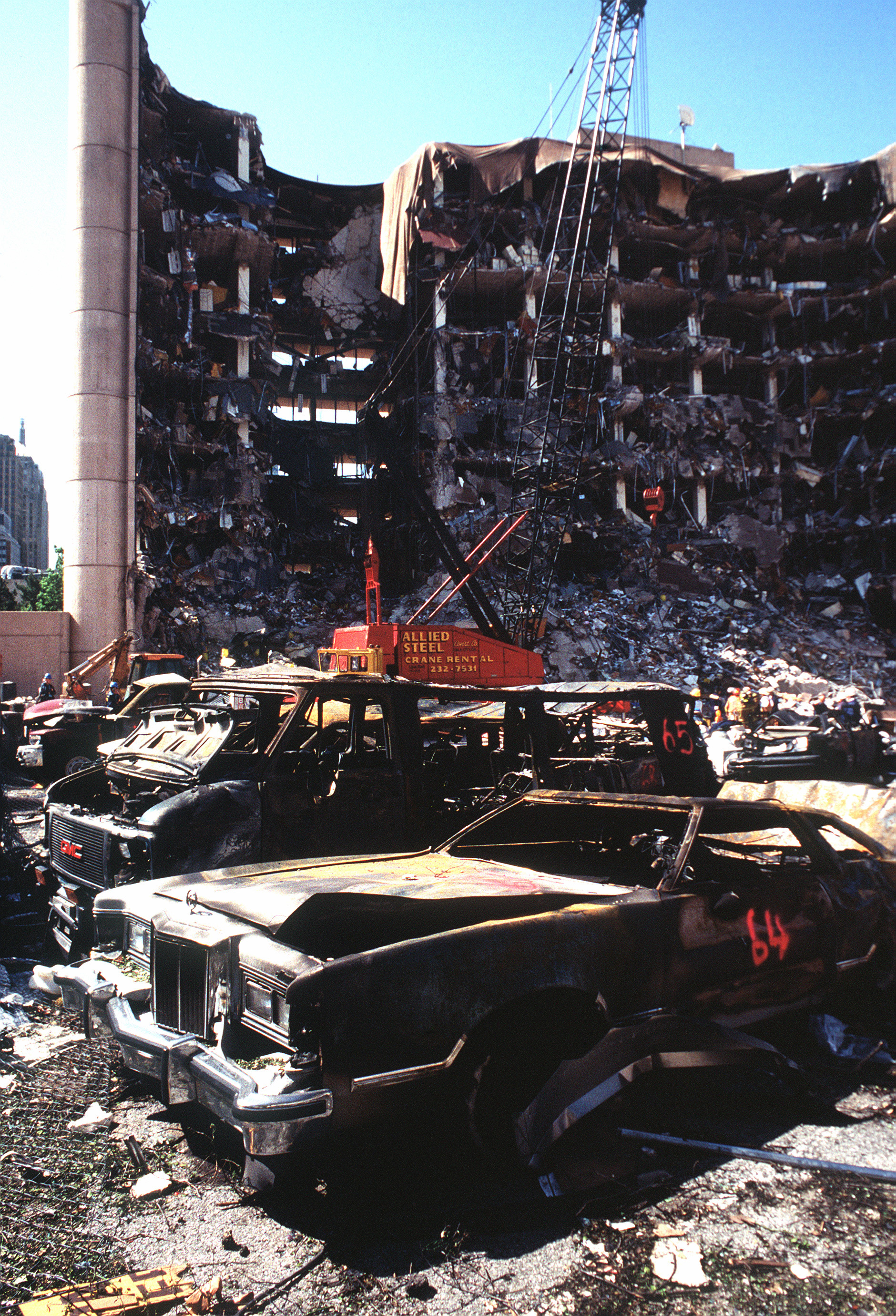
Последствия теракта в Оклахома-сити

Правый терроризм — терроризм, применяемый неонацистскими, неофашистскими, расистскими и религиозными группировками. Цель подобных действий — борьба против мигрантов, иноверцев, людей другой расы, евреев, мусульман, гомосексуалов, атеистов, социалистов, анархистов, коммунистов, а в перспективе — приход к власти националистических, теократических или фашистских группировок. Преимущественно террористические акты правого толка проводятся без поддержки международных праворадикальных организаций, что является одной из причин плохой организации терактов, но вместе с тем затрудняет поиск преступных ячеек. Современный правый терроризм уходит корнями в 1980-х годах в Европе, особенно сильным он был в Восточной Европе после распада ОВД. Особой разновидностью современного правого терроризма ультраконсервативного толка является исламистский терроризм (исламофашизм).
Правые террористы опираются на традиционные ценности, консерватизм, религиозный фундаментализм, а также на взгляды различных писателей националистических и антипрогрессивистских убеждений: Артюра де Гобино, Хьюстона Чемберлена и Генриха фон Трейчке. В числе их сторонников присутствуют НС-скинхеды, футбольные хулиганы, молодые солидарные люди и некоторые интеллигенты-сторонники, придерживающиеся этатизма и ксенофобии. Вместе с тем чёткого единого взгляда на вещи у правых террористов нет.

## История
В 1980 году в Болонье группа правых террористов устроила взрыв на железнодорожной станции, в результате которого погибло 84 человека и было ранено 180. Были задержаны два неофашиста Валерио Фьораванти и Франческа Мамбро, которые не признали своей вины. Оба были приговорены к пожизненному лишению свободы в 1995 году, однако заказчика установить не удалось. В том же 1980 году спустя два месяца на Октоберфесте неонацист Гундольф Кёлер подорвал бомбу в разгар празднования. В результате погибли 15 человек (в том числе сам Кёлер), 215 были ранены. Официальная версия о том, что Кёлер действовал в одиночку, не признаётся общественностью Германии. Вместе с тем, вопреки ожиданиям, волна последующих терактов так и не прокатилась по Европе.
В 1983 году Гордон Каль, член американской организации «Поссе Комитатус» (лат. Posse Comitatus), убил двух федеральных маршалов, но и сам был убит при задержании. В том же году в США террористическая группировка белых националистов «Ордер» (англ. The Order), известная как «Молчаливое братство» (нем. Brüder Schweigen, англ. Silent Brotherhood), устроила серию ограблений и взрывов: преступниками были ограблены секс-шоп, несколько банков, также бандиты организовали взрывы автомобилей, теракты в зданиях театра и синагоги, а также убили радиоведущего Алана Берга.
В ноябре 2011 года три члена «Национал-социалистического подполья» Германии ограбили банк: в результате двое покончили с собой, а третья сообщница (Беате Цшепе) была арестована спустя несколько дней. Как оказалось, банда этих преступников была причастна к серии убийств этнических турок, одного грека и женщины-полицейской (в 2007 году). Эта же группа устроила взрыв в Кёльне в 2004 году. В течение полутора лет расследование деятельности этой группировки выявляло огромные провалы в деятельности спецслужб Германии и привело к массовым реформам.

## Правый терроризм по странам

### Австрия
С 1993 по 1997 годы Франц Фукс в составе Баварской освободительной армии (нем. Bajuwarischen Befreiungsarmee) совершил ряд убийств мигрантов и представителей национальных меньшинств на почве расовой и ксенофобской ненависти. В результате его действий погибли 4 человека и были ранены 15. 26 февраля 2000 года Фукс повесился в тюрьме Грац-Карлау.

### Великобритания
- В апреле 1999 года в Лондоне произошла серия терактов, организатором которых стал Дэвид Коуплэнд. За тринадцать дней он устроил взрывы в Брикстоне (юг Лондона), Брик-Лэйне (восток Лондона) и в Сохо (центр Лондона). В гей-баре Адмирала Дункана также произошёл взрыв, по причине которого погибли Андреа Дайкс (27-летняя женщина на 4-м месяце беременности), Джон Лайт (32 года) и Ник Мур (31 год, оба из Эссекса). Целью Коуплэнда было развязывание расовой войны в Великобритании. Бомба была начинена гвоздями, и от осколков и гвоздей пострадали 139 человек (23-летнему парню пришлось даже вынимать гвоздь из головы). Коуплэнд был приговорён к 50 годам тюрьмы.
- В июле 2007 года член Британской национальной партии Роберт Коттедж был признан виновным в изготовлении взрывоопасных веществ: его лаборатория, скрытая у него дома, по словам полиции, оказалась крупнейшим хранилищем взрывоопасных веществ, когда-либо обнаруженным в стране[8].
- В июне 2008 года в тюрьму был отправлен Мартин Джиллёрд, британский неонацист: полиция обнаружила у него в квартире огромное количество гвоздевых бомб, холодного оружия и пуль[9].
- В том же году Нэтан Уоррелл был арестован и осуждён за распространение террористических листовок, направленных на разжигание расовой ненависти. На суде были в качестве доказательства представлены книги по изготовлению бомб и детонаторов, которые полиция обнаружила у Уоррелла в доме. Его полицейские лично расценили как «опасного индивидуума»[10].
- В июле 2009 года был арестован Нейл Льюуингтон, который собирался устроить теракты при помощи теннисных мячиков, пропитанных гербицидами. Объектами охоты Льюуингтона становились «небританцы», как он их сам классифицировал[11].
- В 2012 году МВД Британии предупредило граждан об угрозе правого терроризма, основываясь на данных о вспышках насилия в Европе[12].

### Германия
- 28-29 мая 1993 года четверо НС-скинхедов подожгли дом большой турецкой семьи в городе Золинген. Пять членов семьи погибли - три девочки и две женщины, а четырнадцать других были ранены, включая детей, некоторые из них получили серьезные травмы.
- Стрельба в синагоге в Галле произошла 9 октября 2019 года во время празднования еврейского праздника Иом-Кипур. Стеффан Баллиет попытался атаковать прихожан синагоги, стремясь проникнуть в здание во время молитвы. Не сумев открыть дверь, он открыл огонь на улице, убив двух человек, прежде чем скрылся с места происшествия.
- 19 февраля 2020 года в Ханау в двух кальянных произошло нападение мужчины с огнестрельным оружием, в результате которого погибло 9 человек. Этот теракт был совершен по причине национальной и религиозной вражды.

### Италия
Осуждённые за взрыв железнодорожного вокзала в Болонье Валерио Фиораванти и Франческа Мамбро являлись лидерами неофашистской организации Революционные вооружённые ячейки (NAR). Однако, признавая свою ответственность за многочисленные террористические атаки и политические убийства, Фиораванти и Мамбро отрицали и отрицают причастность NAR к болонскому теракту.
Случай в Болонье не является единственным: в декабре 2011 года активисты Каса Паунд застрелили двух сенегальцев во Флоренции и ранили ещё троих.

### Норвегия
Самый известный правый террорист Норвегии — Андерс Брейвик, организатор и исполнитель взрыва автомобиля в Осло и стрельбы на острове Утёйя. Свои действия он мотивировал как ответ на политику мультикультурализма, проводимую властями Норвегии, Брейвик был приговорён к 21 году тюрьмы за совершённые преступления.

### Новая Зеландия
15 марта 2019 года, 28-летний Брентон Харрисон Таррант открыл стрельбу по молящимся во время пятничной молитвы в мечети Аль-Нур и Исламском Центре Линвуд в городе Крайстчерч, убив 51 человека и ранив 40. Стрелок транслировал первое нападение в Facebook.

### Россия
Группа националистических деятелей «СПАС», ведомая Олегом Костаревым и Николаем Королёвым, в 2006 году 21 августа организовали взрыв на Черкизовском рынке. Целью теракта, как писал один из деятелей в своём дневнике, была борьба против нелегальных мигрантов. В результате взрыва погибли 14 человек (8 скончались в больнице), в том числе двое детей: 6 граждан Таджикистана, 3 гражданина Узбекистана, 2 гражданина России, гражданка Белоруссии и гражданин Китая. Костарев и Королёв были приговорены к пожизненному лишению свободы.

### США
В США сторонники превосходства белой расы несут ответственность за большую часть терактов в стране. Исследования CSIS выявили, что за большинством терактов и их планированием в 2021 года в США стояли различные ультраправые группы. В США в 1980-х годах были запрещены 75 праворадикальных экстремистских банд, хотя в течение 10 лет всего шесть терактов было организовано этими бандитами. Причиной успеха действия органов правопорядка стала работа по убеждению террористов не переходить к прямым действиям насильственного характера. Однако в 1990-е годы Соединённые Штаты потряс Теракт в Оклахома-Сити, устроенный 19 апреля 1995 года правым террористом Тимоти Маквеем, который, возможно, враждовал с Мичиганской военизированной группировкой.
Эрик Рудольф собирался устроить теракты в Атланте в преддверии Олимпийских игр, считая, что они пропагандируют глобальный социализм. 27 июля 1996 года в Олимпийском парке Столетия прогремел взрыв, который унёс жизни двух человек и ранил 111. Несмотря на это, игры не отменили. 16 июня 1997 года им же был взорван госпиталь в Сэнди-Спрингс, а также лесби-бар в Азерсайд-Лаундж 21 февраля 1997 года (оба в Атланте) и больница в Бирмингеме (Алабама) 29 января 1998). Рудольф сознался гораздо позднее во всех трёх преступлениях.
Причастность правых террористов проверялась и в отношении терактов 11 сентября, согласно данным фонда «Новая Америка». Расследование ФБР выявило, что с 1 января 2007 по 31 октября 2009 года ими были произведены 53 акта насилия, 40 из них против афроамериканцев. Семь закончились убийством, остальные поджогами и побоями.
Согласно отчёту Счётной Палаты США, рассмотревшему случаи проявления насилия со стороны экстремистов, произошедшие после 12 сентября 2001 года и привёдшие к смерти, 73 % из них были совершены правыми экстремистскими группами.

### Украина
19 июля 2024 года 18-летний Вячеслав Зинченко Фёдорович застрелил украинского политика Ирину Фарион.